# Mokusei ! Une histoire d'amour
Mokusei ! Une histoire d'amour est un roman de l’écrivain néerlandais Cees Nooteboom (né en 1933), publié en 1982.

## Résumé
Le photographe néerlandais Arnold Pessers, un homme d'une trentaine d'années, séjourne à Tokyo pour une commande. Il est tiraillé entre un Japon sublimé et sublime et un Japon inesthétique qui imite l'Occident sans aucun sens critique. Pour Pessers, le Japon traditionnel est un pays inaccessible, il est aussi pour lui différent d'une autre manière de nombreux pays non européens. La formation artistique des samouraïs, la philosophie du mono no aware ou la calligraphie en sont notamment des exemples.
Arnold Pessers ayant été chargé de photographier une Japonaise, il exploite les photos de plusieurs modèles, qui ne sont toutefois pas assez japonaises pour lui. Dans une maison de thé près du mont Fuji, Arnold Pessers a alors une séance photo avec un modèle idéal. Il l'appelle d'abord Masque de neige, puis un peu plus tard Mokusei. Ce nom provient de l'espèce de fleur du même nom, qui est l'une des rares fleurs japonaises à dégager un parfum.
Une relation amoureuse se développe entre Mokusei et Arnold Pessers, mais elle est mise à mal par le fait que Mokusei ne veut pas venir en Europe et qu'elle souhaite avoir des enfants. À la fin, Arnold reconnaît en Mokusei son propre caractère éphémère.

## Critique
« L'étrangeté de deux cultures différentes et notre idée européenne d'un Japon qui n'existe pas. Aussi paradoxal que cela puisse paraître, Arnold doit faire la douloureuse expérience que le Japon proprement dit lui ôte sa joie d'être au Japon.[...]Mokusei reste lui aussi sans visage, leur relation est donc unilatérale et pas vraiment profonde. Et même après la lecture, il ne reste qu'un sentiment de vide, comme si cette relation entre Arnold et Mokusei n'était au fond qu'un rêve qui s'efface rapidement et qui ne devient pas tangible. »